# سلمان قطاية
سلمان قطاية (14 نوفمبر 1930 - 6 يوليو 2004) هو أديب وطبيب وفنان تشكيلي سوري، عرفته المنابر الأدبية في حلب شاعراً وباحثاً وفناناً. ساهم في تأسيس عدد من المراكز الثقافية والجمعيات الأدبية والثقافية في حلب.

## حياته
ولد في محافظة حلب عام: 1930. تخرَّج من الجامعة الفرنسية اختصاص الطب البشري. عُيِّن أستاذاً في كلية الطب بجامعة حلب عام: 1972.

## أعماله
- ساهم في تأسيس عدد من الشعب الطبية والأدبي منها:

1. معهد التراث العلمي العربي جامعة حلب.
2. الجمعية السورية لتاريخ العلوم وأنتخب أول سكرتير لها.
3. نادي السينما بحلب.
4. اتحاد الكتاب العرب.

## العضويات
- عضو في جمعيات علمية وأدبية في سورية وفرنسا.
- مراسل مجمع اللغة العربية في الأردن.
- كتب في الطب والمسرح والقصة وله مخطوطات كثيرة في هذه المجالات.
- أتقن الخط العربي وله فيه مخطوط بعنوان: الخط العربي هندسة روحانية وليس ديكوراً أو زخرفة.
- مارس أيضاً الفن التشكيلي وشارك في معارض عديدة في حلب ودمشق وباريس.

## الجوائز
- نال عدداً من الجوائز منها:

1. الجائزة الفضية في معرض فني في دوفيل، فرنسا.
2. جائزة مسابقة أفضل أفلام الفيديو عن الخيل. الجمعية البريطانية للخيول العربية.
3. جائزة الباسل للإبداع. مجلس مدينة حلب عام: 2000م.

## صدر له
- طبع له خمسة وعشرين كتاباً بالعربية والفرنسية منها :

1. المسرح العربي من أين وإلى أين.
2. نصوص من خيال الظلّ في حلب.
3. ابن النفيس.
4. سلسلة أطباء العرب.
5. الطب والصيدلة في المكتبات العامة بحلب. معهد التراث العلمي العربي.
6. الأمراض النفسية في التراث الطبي العربي.
7. طب الفقراء والمساكين لابن الجزار القيرواني.
8. حياة الفنان فتحي محمد.

- له عدة مخطوطات ومقالات لم تطبع وإنما صدرت في دوريات وصحف عربية عديدة منها :

1. القلق في الفن الحديث (مع رسوم)
2. واحد، اثنان، ثلاثة... (مسرحية بفصل واحد)
3. نظرية الأنطاكي وفلسفته في الأنباض
4. الكحالة... أو طب العيون عند العرب
5. الأوبئة في الطب العربي
6. تعليق على: مقدمة حول طب العيون العربي للدكتور نشأت الحمارنة
7. هل هرب غوغان أم أجبر على الهرب
8. من معارض باريس الفنية معرض: متقنيات الدكتور بارن
9. هل الشرق شرق والغرب غرب ولن يلتقيا؟
10. ابن النفيس واكتشاف الدورة الدموية.
11. كتاب الخيل.
12. حقيقة معركة بواتييه.
13. الطب العربي.
14. تطور الفنون التشكيلية في الإقليم الشمالي.
15. بول سيزان أو مشكلة البناء.
16. ابن سينا.
17. المحاولات الحديثة في فن المسرح الشعبي.
18. مقابلات المعرفة.
19. حول بحث - الثقافة الجزائرية.
20. مقابلات المعرفة.
21. من تتمات عدد المعرفة عن المسرح.
22. المعلم الكبير بول سيزان.
23. رسائل المعرفة.
24. لمفكر الاشتراكي مكسيم رودنسون - حول القضية الفلسطينية وإسرائيل.
25. فصل التأصيل نص من مسرح كراكوز.
26. البحث العلمي.
27. النوادي السينمائية وأهميتها.